# Grandas de Salime
Grandas de Salime ist eine Gemeinde in der autonomen Region Asturien, im Norden Spaniens.

## Lokale Situation
Die Gemeinde grenzt an San Martín de Oscos, Pesoz und Santa Eulalia de Oscos im Norden, an Allande im Osten, im Westen und Süden an Lugo. Sie ist in 8 Parroquias unterteilt: Grandas de Salime - 889 Einwohner, La Mesa - 32 Einwohner, Negueira - 35 Einwohner, Peñafuente - 90 Einwohner, Trabada - 84 Einwohner, Villarpedre - 6 Einwohner sowie Vitos - 20 Einwohner (Alle Einwohnerzahlen von 2006.)
Der überwiegend aus Kalk- und Sandstein bestehende Untergrund mit dem Pedras Apañadas (1.204 m) als höchste Erhebung ist typisch für die gesamte Region.
Die Gemeinde wird vom Navia und mehreren kleineren Zuflüssen wie dem Agüeira durchquert.
Der Stausee mit einer Fläche von 685 Hektar wurde 1945 fertiggestellt. 1954 wurde das dazugehörende Wasserkraftwerk in Betrieb genommen, was viele Veränderungen im Wasserhaushalt der Gemeinde zur Folge hatte.
Durch die Nähe zum Golfstrom herrscht hier ein beinahe mediterranes Klima mit warmen Sommern und milden Wintern vor, im Frühling und Herbst kommt es mitunter zu relativ starken Stürmen. Die jährliche Niederschlagsmenge liegt zwischen 1.100 und 1.200 mm.

## Geschichte
Die geschichtlichen Zeugnisse gehen zurück bis in die Bronzezeit. Noch heute sind die Reste einer Wallburg (Castro) zu besichtigen. Durch die Gemeinde verläuft der ursprüngliche Jakobsweg, der Camino Primitivo. Schon im 13. Jahrhundert wurde daher die Colegiata de El Salvador als Pilgerherberge und Klosterkirche gebaut. Mehrere, zum Teil prächtig ausgestattete Einsiedeleien in der Gemeinde belegen das religiöse Leben.
Die 1945 fertiggestellte Talsperre Embalse de Salime erweckte die Gegend zu neuer wirtschaftlicher Aktivität.

## Wirtschaft

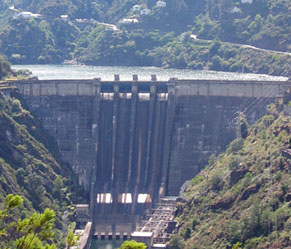
Der Staudamm

Die Viehwirtschaft ist der traditionelle und mit über 50 Prozent auch die größte Wirtschaftskraft der Gemeinde. Seit mehreren Jahren steigt der Anteil der ökologischen Landwirtschaft enorm an.
Die Einrichtung zweier Naturparks, sowie der Fischreichtum der Flüsse fördern den Tourismus, der mit dem gesamten Dienstleistungsgewerbe bereits mehr als 30 Prozent ausmacht.
Das Bau- und Einzelhandelsgewerbe bildet den restlichen Anteil am Wirtschaftsvolumen der Region. Dabei kommt es zu einem Sterben der Tante-Emma Läden, die es früher in jedem Weiler gab. Die Präsenz der Discounter ist, wie in ganz Spanien deutlich spürbar.
| TOTAL | 356 | 100   |
| Ackerbau, Viehzucht und Fischerei                                                                                | 100 | 28,09 |
| Industrie | 71  | 19,94 |
| Bauwirtschaft | 12  | 3,37  |
| Dienstleistungsbetriebe                                                                                          | 173 | 48,60 |
| * Daten aus dem Statistischen Amt für Wirtschaftliche Entwicklung in Asturien (SADEI), Stand 2009, (PDF; 109 kB) |     |       |

## Politik
Die 2015, von 9 auf 7 reduzierten Sitze des Gemeinderates werden alle 4 Jahre gewählt, und sind wie folgt gewählt worden:
| Historische Entwicklung der Sitzverteilung im Gemeinderat von Grandas de Salime |      |      |      |      |      |      |      |      |      |      |
| Partei                                                                          | 1979 | 1983 | 1987 | 1991 | 1995 | 1999 | 2003 | 2007 | 2011 | 2015 |
| PSOE                                                                            |      | 6    | 3    | 2    | 2    | 3    | 3    | 6    | 6    | 5    |
| CD / AP / PP                                                                    |      | 3    | 1    | 1    |      | 5    | 4    | 3    | 2    |      |
| GAI                                                                             |      |      |      |      |      |      |      |      | 1    |      |
| UCD / CDS                                                                       | 11   |      | 5    | 6    |      |      |      |      |      |      |
| IPG                                                                             |      |      |      |      | 6    |      |      |      |      |      |
| CAS                                                                             |      |      |      |      | 1    |      |      |      |      |      |
| PAS / URAS-PAS                                                                  |      |      |      |      |      | 1    | 2    |      |      |      |
| GAI                                                                             |      |      |      |      |      |      |      |      |      | 2    |
| Total                                                                           | 11   | 9    | 9    | 9    | 9    | 9    | 9    | 9    | 9    | 7    |

## Sehenswürdigkeiten
- Pfarrkirche San Salvador in Grandas, romanische Kirche aus dem 13. Jahrhundert.
- El Museo Etnográfico de Grandas de Salime, Ethnografisches Museum in Grandas
- La casa rectoral, beherbergt ein interessantes Museum über Energie aus Wasser

## Feste und Feiern
- 19. März - San José in Villarello
- 15. Mai - San Isidro in Fogosa
- 29. Mai - Los Remedios in Villabolle
- 2. und 3. Juli - las fiestas de Nuestra Señora del Carmen in Grandas de Salime
- 21. Juli - las fiestas de Santa Marina in La Coba.
- 1. Wochenende im August - la jira campestre de San Julián y San Salvador in Grandas de Salime
- 16. August - San Roque in Escanlares
- letztes Wochenende im August - fiesta de la Sardina in Grandas de Salime
- 31. August - la fiesta de La Bellido in Teijeira.
- 31. Dezember - la celebración de Santa Coloma in Villamayor.

## Söhne und Töchter der Stadt
- Manuel Abad y Queipo - (26. August 1751 / Villarpedre – 15. September 1825 / Toledo), Bischof in Mexiko und Minister Spaniens